# Osredek pri Dobrovi
Osredek pri Dobrovi je naselje v Občini Dobrova - Polhov Gradec.